# UTC+9:30
UTC+9:30 is de tijdzone voor:
| Landen en gebieden met UTC+9:30 als standaardtijd         | Landen en gebieden met UTC+9:30 als standaardtijd | Landen en gebieden met UTC+9:30 als standaardtijd |
| Landen en gebieden zonder zomertijd                       | Landen en gebieden zonder zomertijd               | Landen en gebieden zonder zomertijd               |
| --------------------------------------------------------- | ------------------------------------------------- | ------------------------------------------------- |
| Land of gebied                                            | nh/zh                                             | Tijdzonenaam                                      |
| Australië: -Noordelijk Territorium                        | **                                                | (Australische) Centrale Standaardtijd (ACST)      |
| Landen en gebieden met zomertijd                          |                                                   |                                                   |
| Land of gebied                                            | nh/zh                                             | Tijdzonenaam                                      |
| Australië: -Broken Hill (New South Wales) -Zuid-Australië | **                                                | (Australische) Centrale Standaardtijd (ACST)      |

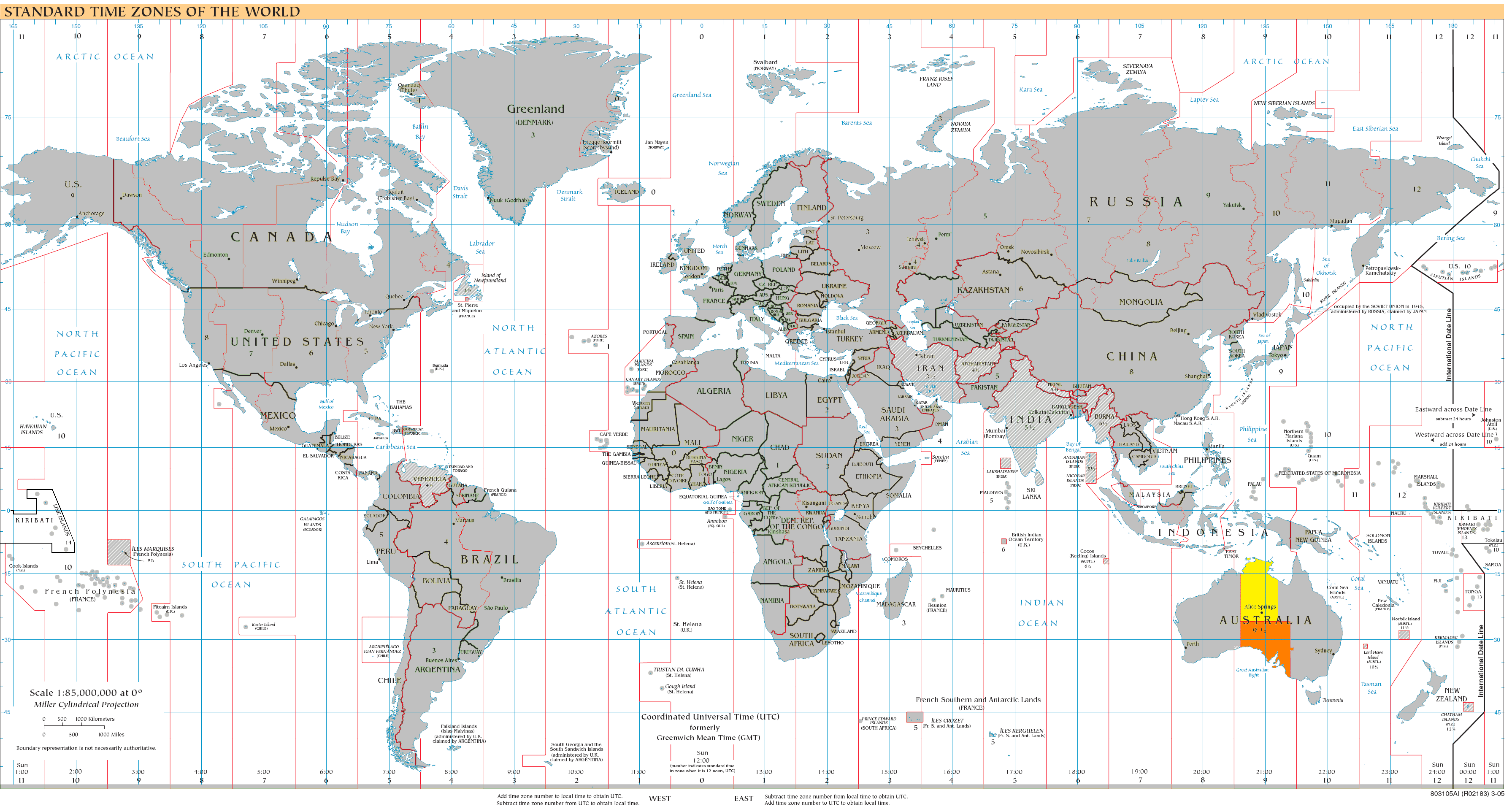
wintertijd
gehele jaar

De zomertijd voor Broken Hill en Zuid-Australië is UTC+10:30